# Io sto qui (Tinturia)
Io sto qui è il primo album dal vivo dei Tinturia.

## Tracce
1. "L'ambulante" (C. Analfino) - 5:34
2. "La donna riccia" (D. Modugno) - 4:54
3. "Jovanotto" (C. Analfino) - 4:26
4. "A.A.A. ..." (C. Analfino) - 4:22
5. "Libera la mente" (C. Analfino) - 5:03
6. "Luna" (C. Analfino) - 6:14
7. "Occhi a pampina" (C. Analfino) - 6:19
8. "Mi sento lento" (C. Analfino) - 4:46
9. "Vergini Maria" (C. Analfino) / "Nicuzza" (F. Finistrella) 5:57
10. "Extra"' (C. Analfino) - 6:09
11. "92100" (C. Analfino) - 6:23

## Formazione
- Lello Analfino - voce
- Angelo Spataro - batteria
- Lino Costa - chitarra
- Giovanni Buzzurro - basso
- Mario Vasile - percussioni
- Osvaldo Lo Iacono - chitarra
- Totò Pizzurro - trombone
- Carmelo Salemi - tromba